# Turquel

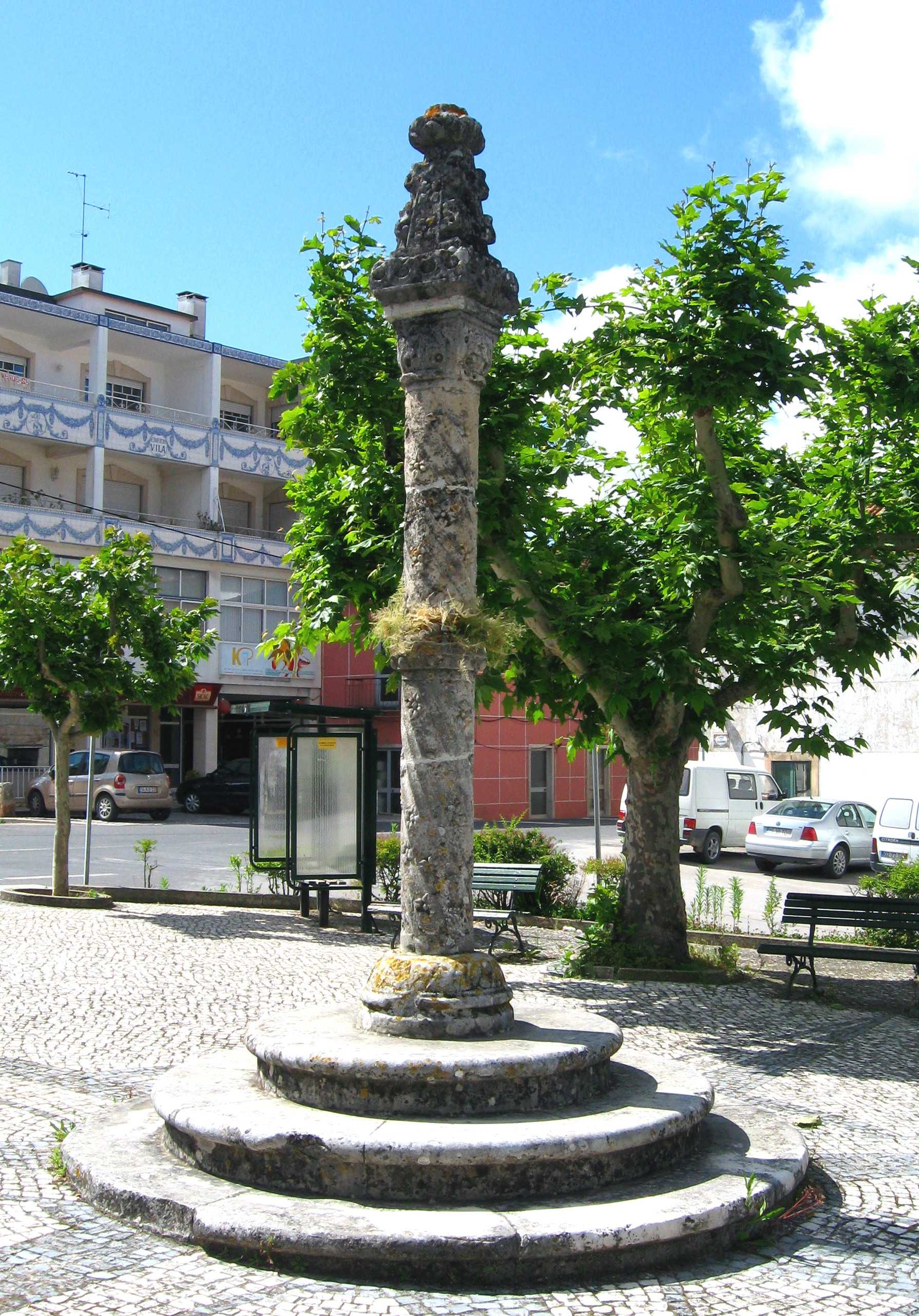
Schandpfahl von 1514

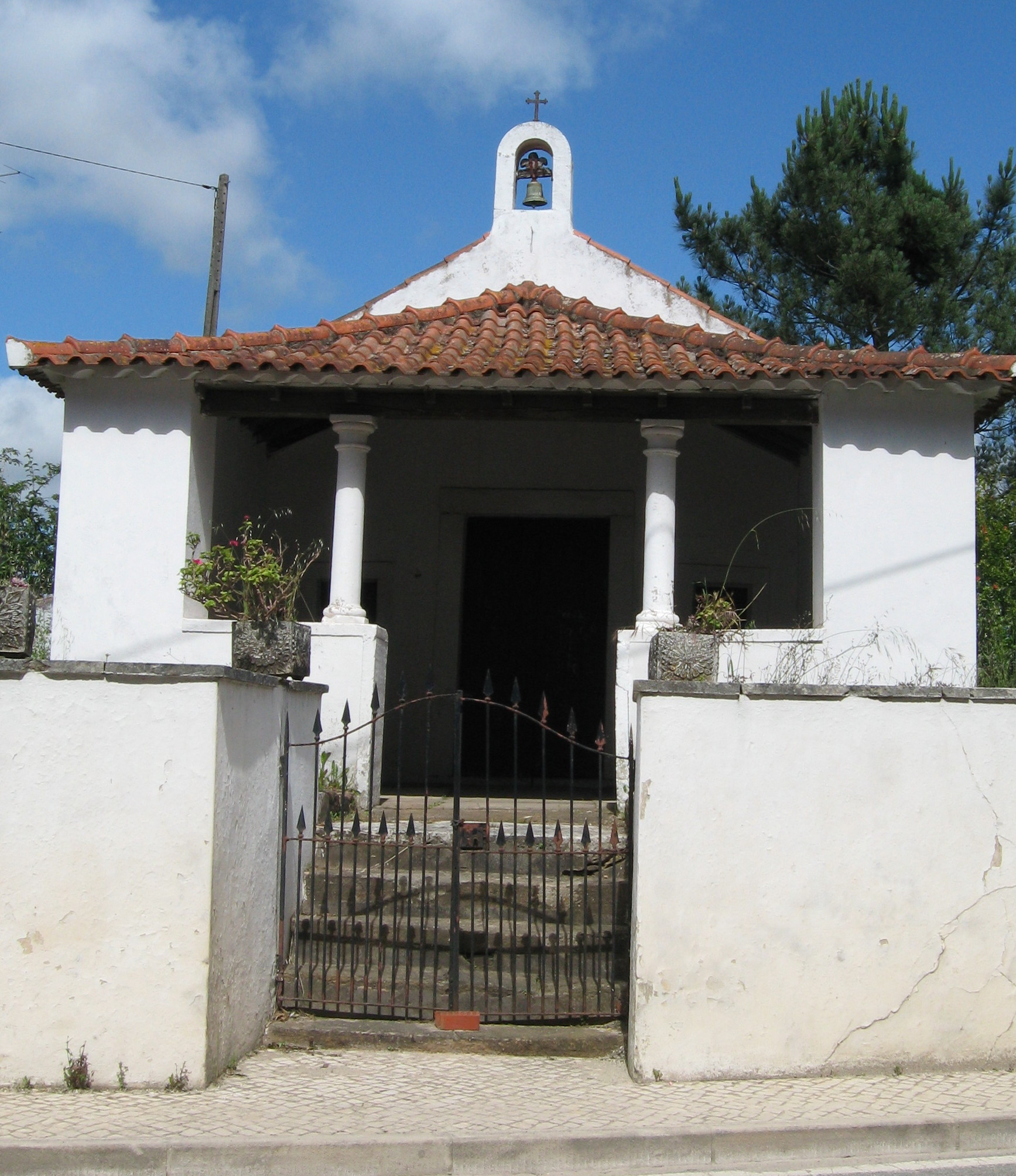
Kapelle Santo António,
13./14. Jahrhundert

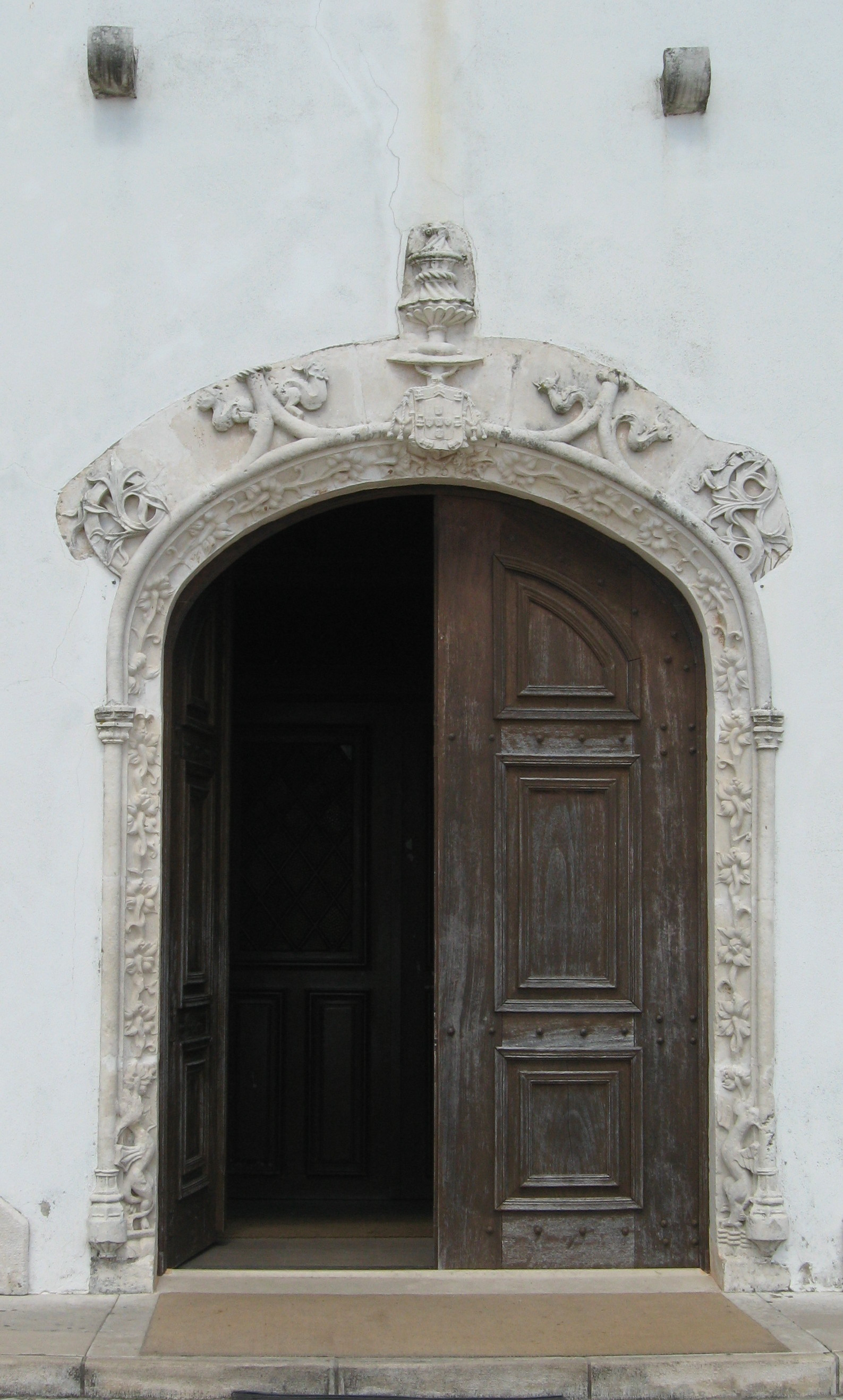
Manuelinisches Tor, Kirche Matriz, 16. Jahrhundert

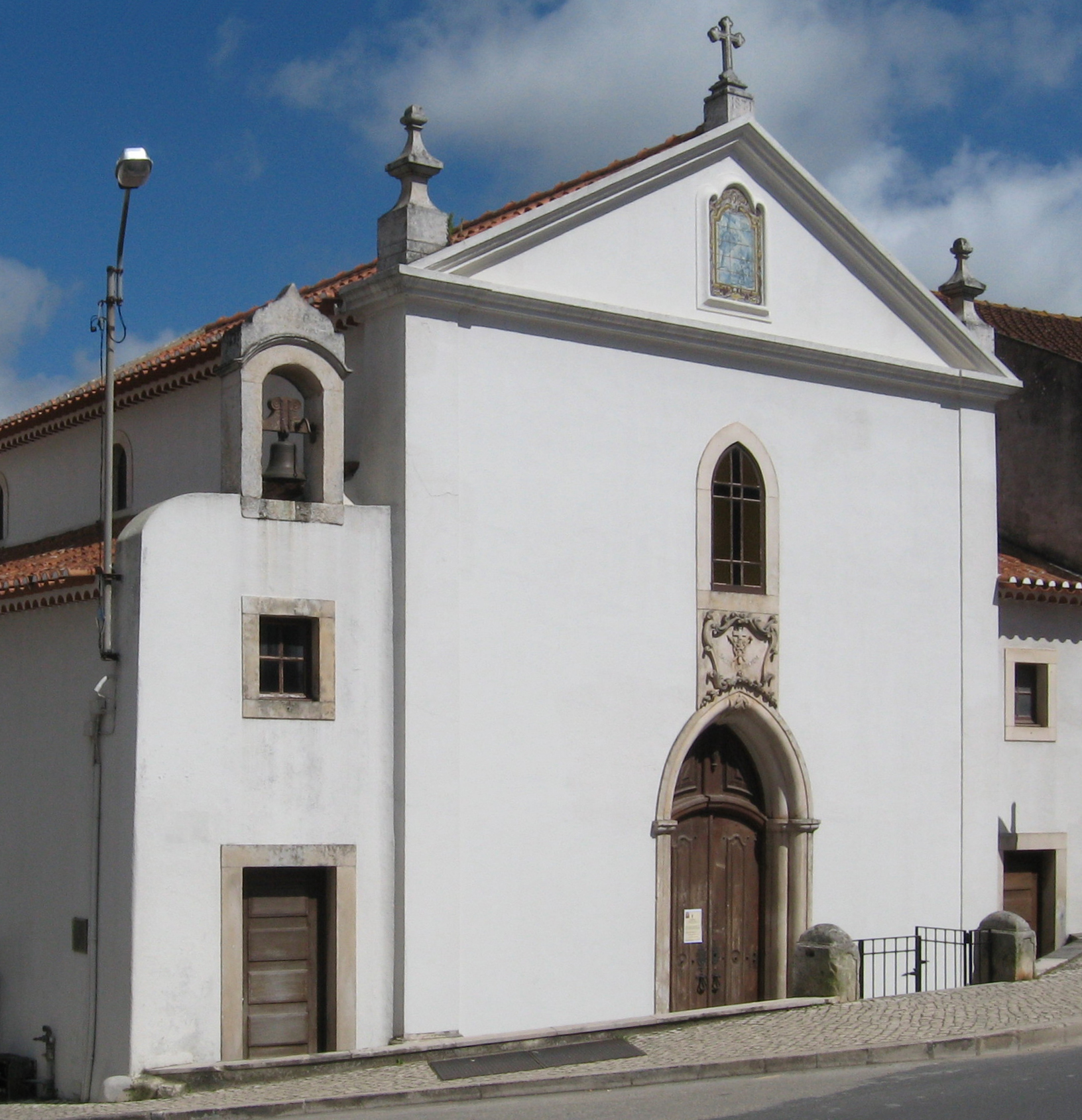
Capela do Senhor Jesus de Hospital

Turquel ist eine portugiesische Kleinstadt (Vila) im Kreis Alcobaça im Distrikt Leiria und in der historischen Provinz Estremadura gelegen. Sie hat 4438 Einwohner (Stand 19. April 2021) und eine Fläche von 40,6 km². Sie war eine der 13 Städte der Coutos de Alcobaça, des Herrschaftsgebiets der Abtei von Alcobaça. Sie hatte ihren ersten Freibrief am 1. August 1314 und ein erneuertes Stadtstatut im Jahre 1514 erhalten und nannte sich seitdem bis zum Ende der Herrschaft der Abtei im Jahre 1834 Vila Nova de Turquel. Sie besteht heute aus 20 Teilgemeinden. Ihr Gemeindegebiet reicht bis auf die Höhen der Gebirge Serra de Aire und Serra de Candeeiros, wo sie an die Landkreise Rio Maior und Porto de Mós grenzt.

## Jungsteinzeitliche Höhlen
Auf dem Gemeindegebiet befinden sich ungewöhnlich viele jungsteinzeitliche Spuren (9500–3300 v. Chr.) früher Besiedlung in Form von Höhlen (portug. Anta), in denen neben Knochen und Aschenreste auch Teile von einfachen Gebrauchsgegenständen gefunden wurden. Einige Spuren reichen nach mancher Ansicht sogar bis ins Paläolithikum zurück, also weit in die Zeit vor 10.000 v. Chr. Zu den bedeutenden dieser Höhlen gehören die Höhlen bei Casa da Moira (mit Tropfsteinbildungen, die einige Räume wie gotische Kathedralen wirken lassen) und Algar do Estreito, aber auch die Höhlen von Cova da Ladra, Algar do João Ramos und Buracao do Moniz. Die Höhlen sind nicht öffentlich zugänglich. In der Nähe von Zambuzeira finden sich Reste einer megalithischen Anlage vermutlich aus der Zeit zwischen dem 4. und 2. Jahrtausend v. Chr., die Anta da Barbata (Steingrabmal von Barbata).

## Bis zum Ende der maurischen Zeit
Aus der nachfolgenden Bronzezeit und der frühen Eisenzeit wurden Gräberspuren, aber auch Teile von Gebrauchsgegenständen entdeckt. Im ersten vorchristlichen Jahrtausend besiedeln die Kelten die Region, aus denen die Lusitanier hervorgingen. Eine etymologische Deutung des Ortsnamens Turquel wird auf die keltischen Wortstämme Turruk oder turco zurückgeführt, was Berg bedeutet. Aus phönizischer Zeit gibt es auf dem Gemeindegebiet Münzfunde, wie auch aus römischer Zeit, neben Steinbearbeitungen und Keramikteilen. Von den Mauren (711 bis ca. 1145) blieben nur Legenden wie die, wonach eine wunderschöne arabische Prinzessin am Fuße des Gebirges Candeeiros zwei junge Burschen aus Turquel um ungesalzenen Kuchen gebeten habe. Diese konnten den Kuchen besorgen und zum Dank habe die Prinzessin einem jeden ein verschlossenes Tongefäß geschenkt mit der Auflage, es nicht vor drei nachfolgenden Mondnächten zu öffnen. Der ungeduldigere der beiden Männer öffnete das Gefäß dennoch sogleich und entdeckte nur einfache Erde, während der andere drei Mondnächte abwartete und das Gefäß voller Goldstücke fand.

## Unter Herrschaft der Abtei von Alcobaça
Nachdem Afonso Henriques, der erste König von Portugal, nach der Befreiung von den Mauren dem Abt des Klosters von Clairvaux in Frankreich, Bernhard von Clairvaux, 1153 das Gebiet zwischen dem Gebirge Serra dos Candeeiros und dem Atlantik geschenkt hatte, in dem auch Turquel liegt, richteten die Mönche schon recht bald Meierhöfe in der Gegend von Turquel ein, die vor allem zum Gebirge hin fruchtbare Böden aufwies. Einer dieser frühen Meierhöfe, die Quinta de Vale-de-Ventos, ist mit einer alten Kapelle teilweise noch erhalten und Gegenstand archäologischer Erkundung. Von der Landwirtschaft der Abtei zeugen noch ein Wasserrückhaltebecken im Gebirge und eine alte Keltereinrichtung. 1314 erteilte die Abtei Grangie nostre de Turquelios (unserem Gut in Turquel) den Freibrief. Auf diese Zeit dürfte die Capela de Santo António in Turqel zurückgehen. Bei der allgemeinen Reform durch König Manuel I. (1469–1523) erhielt 1514 auch Turquel ein neues Stadtstatut, das der Stadt Selbstverwaltungsrechte und eine niedere Gerichtsbarkeit einräumte, aber weiterhin die Tributpflicht der Abtei gegenüber aufrechterhielt und sie auch deren Jurisdiktion unterwarf. Daran erinnerte der gleichzeitig errichtete Schandpfahl (portugiesisch Pelourinho, was Arme-Sünder-Säule bedeutet) mit dem Wappen der Abtei. Nach Beendigung der Herrschaft der Abtei 1833/34 infolge der staatlichen Schließung der Klöster in Portugal beseitigten auch die Bürger von Turquel den Schandpfahl, brachten ihn aber in dem Museum do Carmo in Lissabon unter, von wo er erst 1947 zurückkehrte, um an seinem alten Standort wieder aufgestellt zu werden. Bei der Erneuerung des Stadtrechts im Jahre 1514 legte König Manuel der  Nova Villa de Turquel auch auf, eine neue Kirche zu bauen, woraufhin die Pfarrkirche Igreja Matriz da Senhora da Conceição (Hauptkirche Maria Empfängnis) errichtet wurde, auf die die heutige Pfarrkirche zurückgeht. Aus unbekannten Gründen teilte der Kardinalinfant und spätere König Henrique (1512–1580), der 40 Jahre lang auch das Amt des Abtes von Alcobaça bekleidete, 1565 die Kirche der Pfarrei in Aljubarrota zu. In Turquel gab es eine militärische Kompanie, die der Abtei unterstand. Es lassen sich hier auch Formen der Herausbildung eines städtischen Patriziats verfolgen. So stellte über Jahrhunderte eine Familie Garção Richter, Magistrate und Kommandanten der Ordnungstruppe, noch zuletzt den Kommandeur der von der Abtei im Miguelistenkrieg in den Coutos ausgehobenen Truppen, die auf Seiten von König Miguel I. gegen die Konstitutionalisten kämpften und 1834 verloren.

## Frühe Wohlfahrtspflege
Im 17. Jahrhundert wurden unter der Regierungszeit von König João IV. (1640–1656) unter dem christlichen Namen der Misericórdia (Barmherzigkeit) Einrichtungen zur Wohlfahrtspflege geschaffen, die in kirchlichen Händen lagen. So wurde in dieser Zeit auch in Turquel eine Kapelle der Misericórdia zusammen mit einem Hospital und einer Herberge errichtet. In diesem Zusammenhang entstand auch die Kapelle do Senhor Jesus de Hospital, die heute noch vorhanden ist. Im Jahre 1765 wurden alle Einrichtungen dieser Art in den Coutos de Alcobaça unmittelbar der Misericórdia der Abtei in Alcobaça unterstellt.

## Moderne Zeit
Mit dem Ende der Abtei im Jahre 1833/1834 endete ebenso die Selbstverwaltung der Stadt Turquel, die auch einen Landkreis gebildet hatte, dem u. a. die Nachbargemeinde Benedita angehörte. Turquels Landwirtschaft pflegte ihre Wurzeln der klösterlichen Wirtschaft weiter mit dem Anbau von Öl, Wein, Getreide, Früchten und dem Waldbau. In neuerer Zeit kam noch die Viehzucht hinzu. Mittlerweile sind auch moderne Gewerbe der Bauindustrie und des Handels entstanden. Ab dem Beginn des 20. Jahrhunderts arbeitete in Turquel der Historiker José Diogo Ribeiro (sein Hauptwerk: Memórias de Turquel – Erinnerung an Turquel), dem vor allem viele frühgeschichtlichen Funde zu verdanken sind. Landesweite Berühmtheit erlangte der Hockeyclub von Turquel (Hóque Clube de Turquel).